# Malkat Ed-Dar Mohamed
Malkat Ed-Dar Mohamed (1920 - 1969) est une femme de lettres soudanaise, « premier grand nom de la littérature soudanaise ».
En 1947, elle publie sa première nouvelle, Hakim al-qarya qui sera primée et publiée dans plusieurs journaux,.
Elle meurt en 1969, avant que ne soit publié à titre posthume sa nouvelle al-Farägh al-`Arid dans laquelle elle raconte les souffrances endurées par les femmes de son pays.